# Agapema
Agapema is een geslacht van vlinders van de familie nachtpauwogen (Saturniidae), uit de onderfamilie Saturniinae.

## Soorten
- A. dyari Cockerell, 1914
- A. galbina (Clemens, 1860)
- A. homogena Dyar, 1908
- A. platensis Peigler & Kendall, 1993
- A. solita Ferguson, 1972